# 청구동
청구동(靑丘洞)은 서울특별시 중구의 행정동이다.

## 역사

### 유래
청구(靑丘)라는 이름은 원래 중국에서 동방을 가리키는 의미 혹은 동쪽에 있는 나라를 일컬어 부르던 이름이다. 오행(五行)에서 파란색은 동쪽을 가리키는 색인데 중국을 기준으로 할 때 동쪽에 해당하는 나라를 가리키는 이름으로 예부터 한민족을 지칭하는 호칭으로 알려져 있다.

### 연혁
- 1955년 4월 18일 : 행정동제 시행에 따라 성동구 청구동이 신설되었다.
- 1970년 5월 18일 : 청구동이 신당제4동으로 개칭되었다.
- 1975년 10월 1일 : 신당제4동이 성동구에서 중구로 편입되었다.
- 2013년 7월 20일 : 신당제4동이 청구동으로 개칭되었다.[1]

## 법정동
- 신당동 일부

## 교육
- 서울청구초등학교
- 동산초등학교
- 대경중학교
- 대경상업고등학교

## 사진

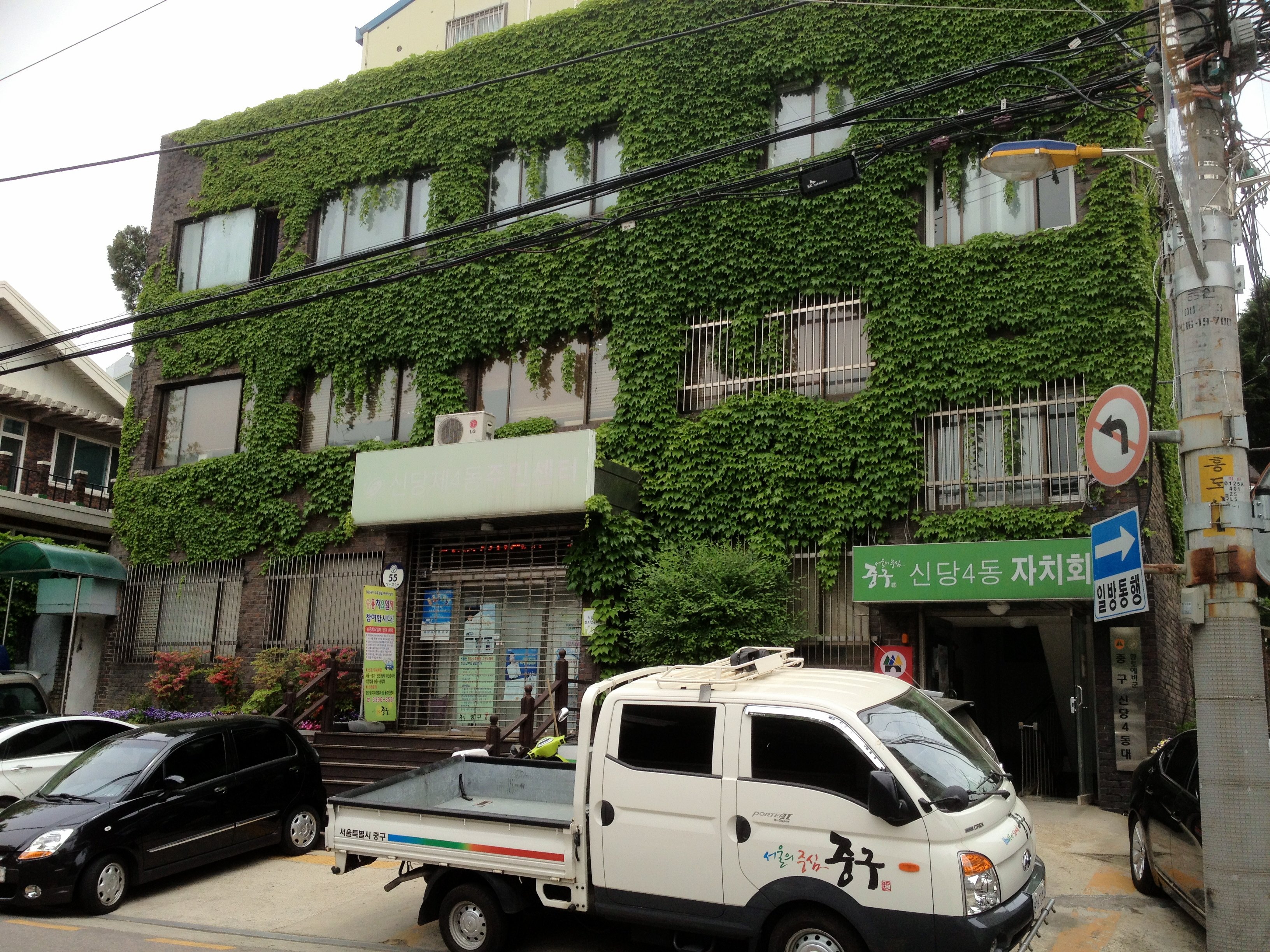
동명 변경 전의 청구동주민센터 (구 신당제4동주민센터)

## 같이 보기
- 대한민국의 행정 구역